# إرنست سميث (لاعب كريكت بريطاني)
إرنست سميث (11 يوليو 1888 - 2 يناير 1972 ببلاكبرن في المملكة المتحدة) (بالإنجليزية: Ernest Smith)‏ هو لاعب كريكت بريطاني (وحمل سابقاً جنسية المملكة المتحدة لبريطانيا العظمى وأيرلندا).